# Митрофанов, Михаил Викторович
Михаил Викторович Митрофанов (родился в 1977 году в Казани) — российский регбист, игрок в регбилиг, хоккеист. Мастер спорта России международного класса по регби.

## Биография
В детстве занимался хоккеем, позже переключился в регби. Известен по выступлениям за регбилиг-клуб «Стрела» (г. Казань). Пятикратный чемпион России, серебряный призёр открытого Кубка Европы по регбилиг среди студентов в составе сборной Татарстана (2001), трижды участник международных турниров в рамках Кубка мира.
В 2000 году выступил за сборную России по регбилиг на чемпионате мира в Англии, сыграв три матча. В матче против Фиджи провёл одну реализацию, а в матче против Англии дважды забил пенальти. В 2001 году на чемпионате Европы среди студентов стал лучшим бомбардиром в составе команды Татарстана, которая в финале проиграла Англии 34:16, причём в финале в первом тайме команда завязала массовую драку с англичанами. В 2011 году выступал за сборную России по пляжному регби. Ныне выступает за ветеранскую команду по регби «Седые Барсы» и казанскую хоккейную команду «Торпедо» в Ночной хоккейной лиге.